# Misantropia
La misantropia és una tendència social i/o psicològica caracteritzada per una antipatia general cap a l'espècie humana. No representa un desgrat per persones concretes, sinó l'animadversió dels trets compartits per tota la humanitat, al llarg del temps i l'espai, inclòs un mateix. Un misantrop és, per tant, una persona que mostra antipatia cap a la humanitat.
Ha estat atribuïda a nombrosos escriptors satírics, tals com William S. Gilbert (Odi als meus congèneres), encara que tals identificacions han de ser estretament examinades, doncs una visió crítica o tragicòmica de la humanitat pot ser confosa amb la genuïna misantropia. Jonathan Swift és obertament acusat de misantropia; vegeu Història d'una banyera i, més específicament, el Llibre IV d'Els viatges de Gulliver). Altres escriptors que podrien considerar-se misantrops: Pío Baroja, Francisco de Quevedo, Joseph Sheridan Le Fanu, o Joan Oliver, el qual es va definir així mateix com a misantrop
Existeix una distinció important entre el pessimisme filosòfic i la misantropia. Immanuel Kant va dir que "de la naturalesa tortuosa de la humanitat, cap cosa recta es pot obtenir", encara que aquesta no era una expressió sobre la inutilitat de la mateixa humanitat. Igualment, Samuel Beckett en una ocasió va comentar que "l'infern deu ser com (…) recordar els bons temps passats, quan desitjàvem estar morts" — un al·legat que pot, potser, ser percebut com a desolador i desesperat, però no com antihumà o expressiu de cap odi per la humanitat.
El filòsof alemany Arthur Schopenhauer, per altra banda, era gairebé tan certament misantrop com la seva reputació. Va escriure que "l'existència humana ha de ser una espècie d'error". No obstant això cal dir que la misantropia no equival necessàriament a una actitud inhumana cap a la humanitat. Schopenhauer va concloure, de fet, que el tracte ètic cap als altres era la millor actitud, ja que tots som patidors i part de la mateixa voluntat de viure; també va analitzar el suïcidi des d'una actitud comprensiva que resultava estranya per al seu temps, quan era un tema tabú.
Martin Heidegger també va mostrar certa misantropia a la seva preocupació pels "ells" — la tendència de la gent a conformar-se amb un punt de vista sobre el qual ningú ha reflexionat, però és secundat perquè "així ho diuen ells". A diferència de Schopenhauer, Heidegger era oposat a qualsevol ètica o raó per a tractar als altres amb respecte. En temps recents, Anton LaVey i la seva marca de satanisme ha expressat una misantropia militant, anant tan lluny com advocar per l'esterilització de parts de la població i reduir en guetos "les formes més baixes de vida humana".
Encara que rara, la misantropia també ha aparegut en formes d'entreteniment popular. El comediant de monòlegs americà Bill Hicks va mostrar trets de misantropia al seu treball, anomenant a la raça humana "un virus amb putes sabates", i referint-se a si mateix, en múltiples ocasions, com "un misantrop humanista". Igualment, temes de misantropia van aparèixer en The Holy Bible (La Sagrada Bíblia), el tercer àlbum de la banda gal·lesa de rock Manic Street Preachers. Aquest incloïa versos tals com "tot el que predico és extinció" i la mostra d'un discurs de l'autor J.G. Ballard expressant el que semblaven ser sentiments profundament misantrops. A més, el protagonista Johnny C., del còmic Johnny the Homicidal Maniac, exhibeix una forta misantropia, en dites i en fets. El Dr Gregory House, interpretat per Hugh Laurie en la sèrie televisiva House M.D., és un misantrop.
En casos extrems, la misantropia ha conduït a assassinats massius. Assassí d'almenys vint-i-una persones, Carl Panzram va dir, en 1922, des de la presó de Washington DC: "Odi a tota la puta raça humana. Gaudeixo matant gent". Alguns creuen que aquells amb una profunda misantropia poden sofrir de baixa autoestima, depressió i, fins i tot, tendències suïcides.
Alguns han considerat elevar la misantropia a una protociència de misantropologia. El 1992, l'assagista nord-americana Florence King, una autoproclamada misantrop, va escriure un llibre d'humor sobre la història d'un misantrop titulat With Charity Toward None: A Fond Look at Misanthropy (Per caritat cap a ningú: una entranyable mirada cap a la misantropia).